# Shrek!
Shrek! è un libro illustrato pubblicato nel 1990 da William Steig.
Il nome Shrek deriva dal termine in lingua tedesca "schreck" e dal termine in yiddish "שרעק" (shreck), che significano "paura", "terrore".

## Trama
Shrek, un giovane orco verde cacciato fuori di casa, decide di vivere da solo girando per il mondo. Alla fine del suo viaggio, si sposa con una principessa-orchessa di nome Fiona.

## Influenza culturale
Il libro ha ispirato l'omonimo film, prodotto nel 2001 dalla DreamWorks SKG, che ha dato vita a un franchise di film, cartoni, fumetti, videogiochi e prodotti vari.

### Lungometraggi
- Shrek, regia di Andrew Adamson e Vicky Jenson (2001)
- Shrek 2, regia di Andrew Adamson, Kelly Asbury e Conrad Vernon (2004)
- Shrek terzo, regia di Raman Hui e Chris Miller (2007)
- Shrek e vissero felici e contenti, regia di Mike Mitchell (2010)

### Spin-off
- Il gatto con gli stivali, regia di Chris Miller (2011)
- Il gatto con gli stivali 2 - L'ultimo desiderio, regia di Joel Crawford (2022)